# Casa Albairone

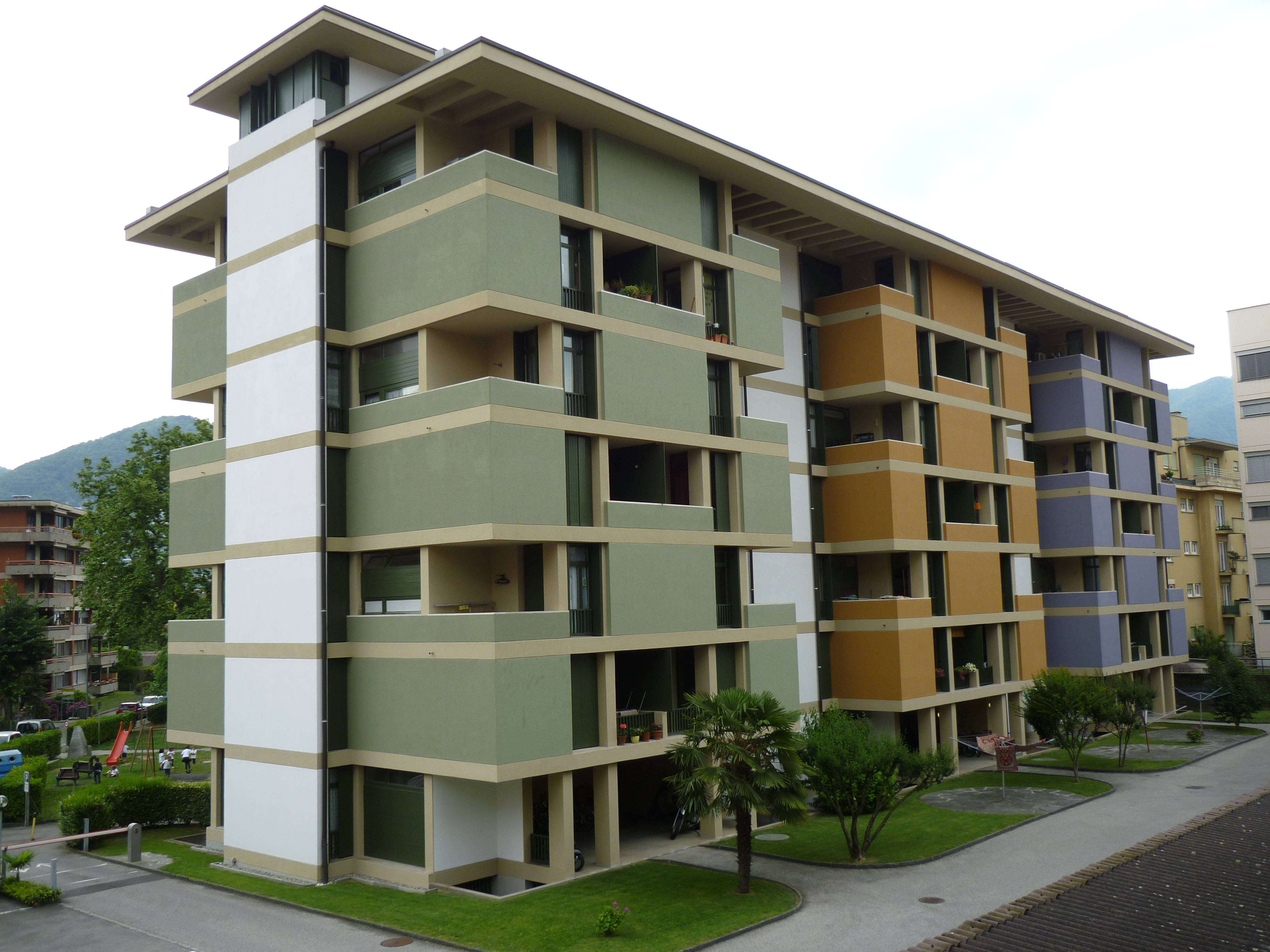
Nordwestecke

Die Casa Albairone steht in Massagno im Kanton Tessin in der Schweiz. Das Appartementhaus in der Via Ceresio 7 gilt als Schlüsselbau der Tessiner Architekturschule von Peppo Brivio und Alessandro Rima.

## Geschichte und Architektur

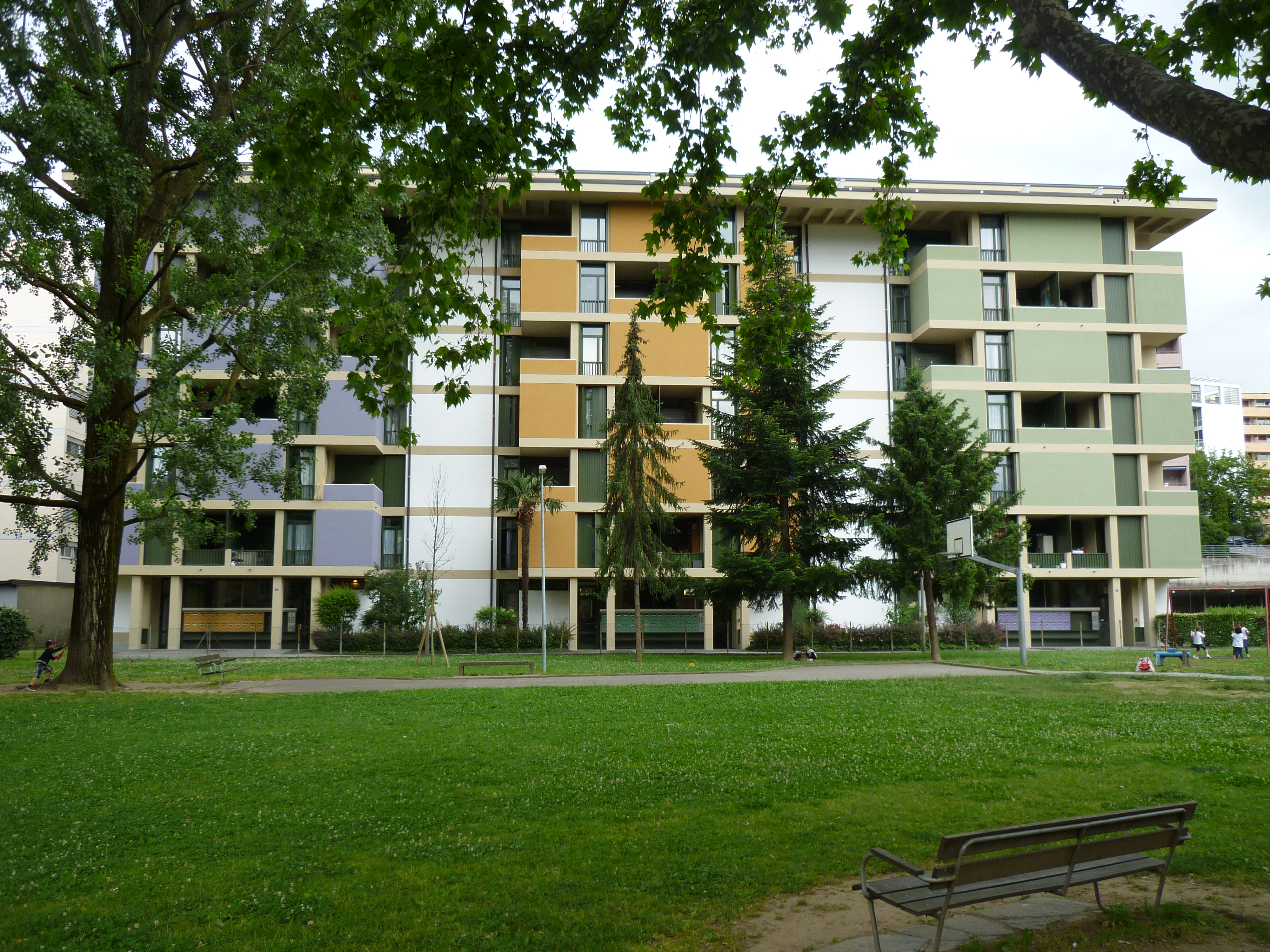
Ostfassade

Die Casa Albairone wurde zwischen 1954 und 1956 nach Plänen von dem Vertreter der Tessiner Schule Brivio zusammen mit Bauingenieur Rima errichtet. Rima selbst war Bauherr des Hauses.
Peppo Brivio machte die Geometrie zum Fundament seiner Architektur. Durch die einfache Grundrissdisposition kreierte er einen plastischen Bau. Ohne die statische Struktur des Hauses zu verstecken, wechselte Brivio von Geschoss zu Geschoss das Wohnzimmer mit der Küche und dem Balkon. Die Hierarchie zwischen tragender Struktur und Füllelementen ist zugleich Ausdruck und Resultat einer strengen Geometrie.
Die wrightsche Vorliebe und Lektion für ineinander geschobene Volumen ist in der Fassade erkennbar, wie zum Beispiel, dass Stützen teilweise von Wandscheiben verdeckt sind. Der Bezug zum Neoplastizismus, der durch die ursprünglich vorgeschlagene Farbgebung noch viel stärker betont worden wäre, wurde zugunsten einer konstruktiven und strukturellen «Ehrlichkeit». Die strenge Komposition des Hauses Albairone, die Wiederholung der in einem modularen Gitter zusammengesetzten Volumen, weist aber auch auf das Gebäude Nid d’abeille, das Georges Candilis und Shadrach Woods 1953 in den Carrières Centrales in Casablanca gebaut hatten.
Das Mehrfamilienhaus ist ein Kulturgut von nationaler Bedeutung und ist in der Liste der Kulturgüter von Massagno eingetragen.